# بارمونتييه (مترو باريس)
بارمونتييه (بالفرنسية: Parmentier)‏ هي محطة مترو تابعة لمترو باريس تقع في فرنسا في الدائرة الحادية عشرة في باريس.[بحاجة لمصدر]